# Kalikamba Nayanar
Kalikamba Nayanar, conocido como Kalikkamba, Kalikamba, Kalikambar, Kaliyamba, Kalikkambar, Kalikkampa(r), Kali Kambanar, Kalikkampa Nayanar y Kaliyamba Nayanar(u), es un santo Nayanar, venerado en la secta hindú del Shaivismo. Generalmente se le cuenta como el cuadragésimo tercero en la lista de los 63 nayanars. Su hagiografía habla de cómo le cortó la mano a su esposa, que no ayudó a servir a un Shaiva, devoto del dios Shiva.

## Vida
El relato principal de la vida de Kalikamba Nayanar proviene de la Periya Puranam en  tamil de Sekkizhar, del siglo XII, que es una hagiografía de los 63 nayanars. Kalikamba Nayanar nació y vivió en Pennagadam (Pennakatam/Pennakadam), también conocido como Tirupennagadam (Thirupennagadam), actualmente situado a 14 kilómetros, unas 8,7 millas, cerca de Virudhachalam en el estado indio de Tamil Nadu, uno de los veintinueve estados que, junto con los siete territorios de la Unión, forman la República de la India. Es famoso por el Templo Sudarkozhundeesar, dedicado al dios Shiva, el dios patrón del Shaivismo. En los tiempos de Kalikamba Nayanar, Pennagadam era parte del reino Chola. Kalikamba era un Vaishya, la casta mercantil que floreció en Pennagadam. Era un devoto de Shiva y solía servir a los devotos de Shiva (Shaivas). Todos los días los recibía, les lavaba los pies y los adoraba. También sirvió el almuerzo a los devotos y les ofreció dinero y regalos. Una vez, cuando los devotos se reunieron para almorzar en la casa de Kalikamba, él comenzó con su ritual diario de pada-puja, es decir, lavar los pies para mostrar respeto, de los devotos. Su esposa lo ayudó en el servicio pues ella vertía agua de la olla, mientras Kalikamba lavaba los pies. Cuando Kalikamba estaba a punto de lavar los pies de un devoto, ella reconoció al devoto como su antiguo sirviente y dudó en derramar agua de la olla. Kalikamba sintió que la esposa ha profanado el servicio sagrado. Tomó la olla de la mano de ella y la cortó con su espada. Continuó lavando los pies de los devotos y les sirvió comida, un deber que generalmente realizaba su esposa. Por su acto de devoción, alcanzó la gracia de Shiva.
La historia de Kalikamba Nayanar también se recuerda en el Telugu Basava Purana de Palkuriki Somanatha del siglo XIII con alguna variación. El devoto es reconocido el hijo de su sirviente Mallandu o Malla. Se había negado a servir a Kalikamba y abandonó la casa de Kalikamba para convertirse en un mendigo Shaiva. La esposa se negó a servir al hijo de un esclavo y aconsejó a su marido que no lo hiciese, sin embargo Kalikamba consideró a cada Shaiva como una manifestación de Shiva y se negó a derramar agua para lavarle los pies. Kalikamba consideró esto como un insulto a Shiva y se cortó ambas manos como castigo. El relato terminó diciendo que Kalikamba logró la  moksha —salvación— por la gracia de Shiva.

## Recuerdo

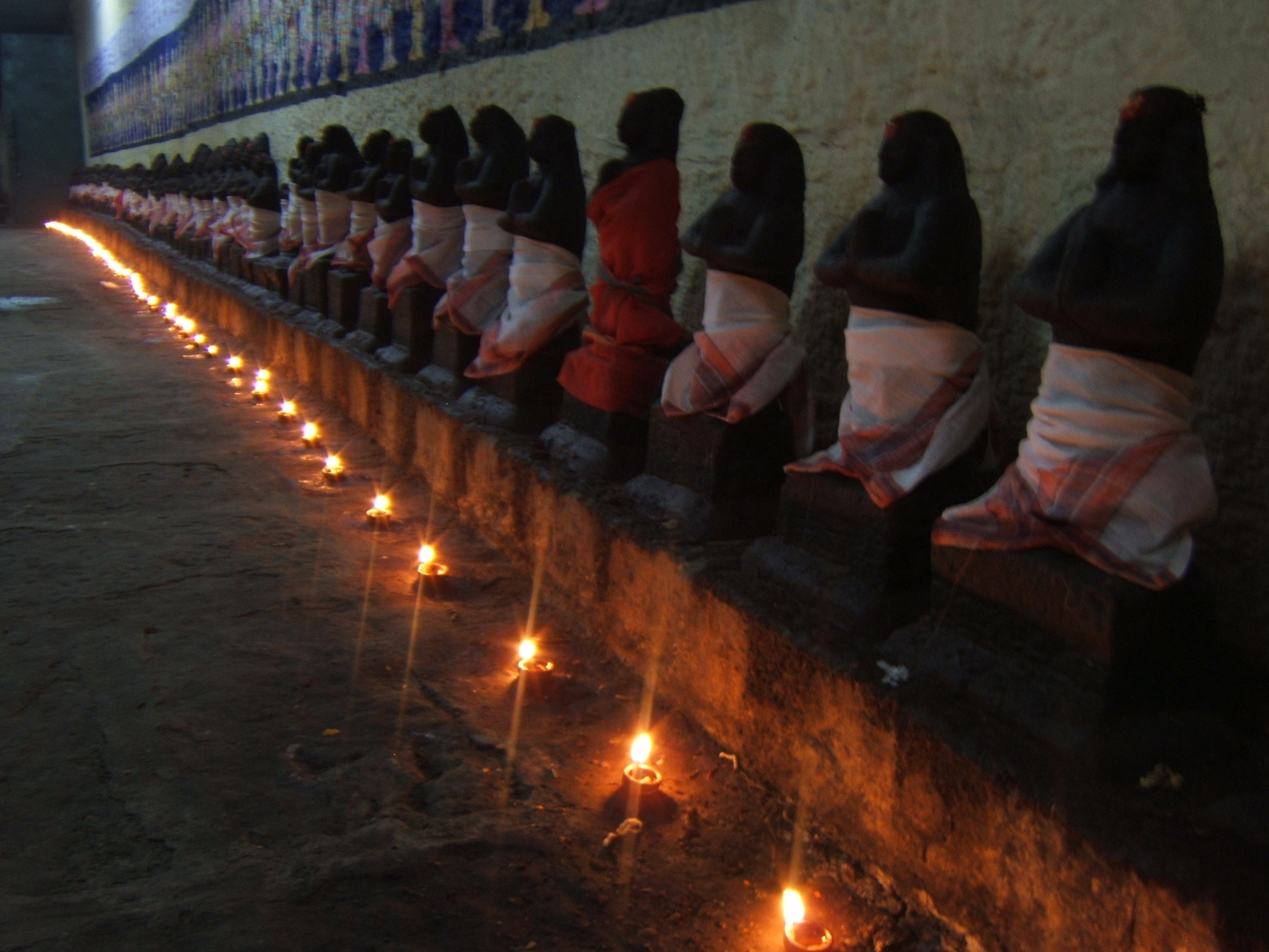
Las imágenes de los nayanars se encuentran en muchos templos Shiva en Tamil Nadu.

Kalikamba Nayanar recibe culto colectivo como parte de los 63 nayanars. Sus iconos y breves relatos de sus hazañas se encuentran en muchos templos de Shiva en Tamil Nadu. Sus imágenes se sacan en procesión en los festivales.